# Clémence Manachère
Clémence Manachère (* um 1988) ist eine französische Jazzmusikerin (Flöte, auch Sopransaxophon, Komposition).

## Leben und Wirken
Manachère, die in Südwestfrankreich aufwuchs, erhielt ab dem Alter von neun Jahren klassischen Klavierunterricht am Konservatorium von Pau. Als Jugendliche wurde sie durch ein Konzert von Elvin Jones beeinflusst und lernte autodidaktisch die Querflöte. Zunächst absolvierte sie ein Architekturstudium in Toulouse, Mexiko-Stadt und Paris. Dann lebte sie in Brasilien, wo sie in Brasilien im Orchestra da Escóla Portatil de Choro und weiteren Orchestern spielte. Wieder in Europa, bildete sie sich in Berlin auf der Jazzflöte weiter. Zwischen 2017 und 2022 studierte sie Flöte und Saxophon an der Hochschule für Musik und Theater Hamburg.
Manachère gründete ihre eigene Formation Unterwasser, mit der sie ihre eigenen Kompositionen aufführte. Mit dieser Band, die sich zwischen Avantgarde-Jazz und Neuer Musik bewegt, veröffentlichte sie 2020 ihr Debütalbum und 2022 ein zweites Album. 2024 folgte bei JazzHausMusik das Album Serpents & Échelles im Septett mit Dirk Achim Dhonau und Helge Sunde, das sie auf einer Kurztournee vorstellte. 2024 erhielt sie den Werner Burkhardt Musikpreis für ihre „innovativen, komplexen Kompositionen“ und ihre kraftvollen sowie feinstrukturierten Tonwelten.